# Chilches
Chilches (spanisch) oder Xilxes (valencianisch) (beide Namen sind offiziell) ist eine Gemeinde (Municipio) mit 3.094 Einwohnern (Stand: 2024) in der Provinz Castellón der Autonomen Gemeinschaft Valencia in Spanien. 

## Geografie
Xilxes/Chilches befindet sich etwa 28 Kilometer südsüdwestlich von Castellón de la Plana an der Mittelmeerküste in einer Höhe von ca. 5 m. Durch die Gemeinde führt die Autopista AP-7. 

## Bevölkerungsentwicklung
| Jahr      | 1970 | 1981 | 1991 | 2001 | 2011 | 2021 |
| Einwohner | 1976 | 2053 | 2135 | 2324 | 2844 | 2795 |

## Sehenswürdigkeiten

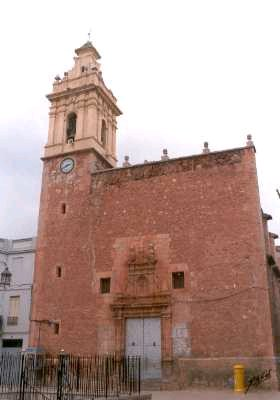
Kirche Mariä Himmelfahrt
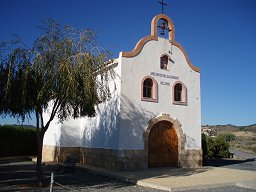
Christuskapelle
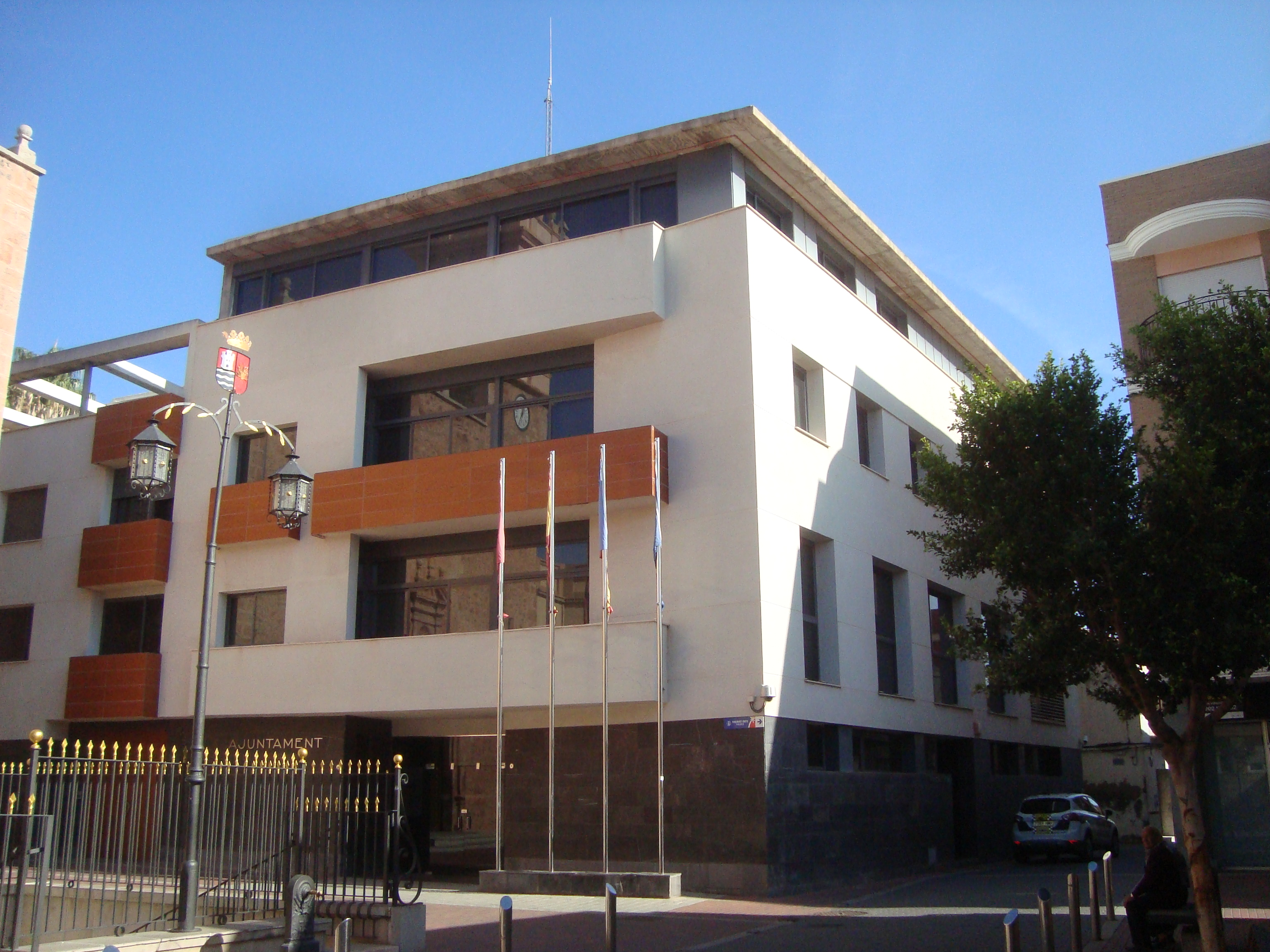
Rathaus

- Kirche Mariä Himmelfahrt
- Christuskapelle
- Rathaus